# ムーラオ族
ムーラオ族（ムーラオぞく、中国語:仫佬族）は、中華人民共和国広西チワン族自治区に住む少数民族。特に河池市羅城モーラオ族自治県・宜州区・金城江区・都安ヤオ族自治県・環江マオナン族自治県、忻城県、柳城県に居住する。人口は約20.7万人。使用言語はムーラオ語であるが中国語も通じる。トン語とムーラオ語は同根語。

## 自治地方

### 自治県
- 広西チワン族自治区
  - 羅城モーラオ族自治県

### 民族郷
- 柳城県
  - 古砦ムーラオ族郷